# Старый Утямыш
Ста́рый Утямы́ш (тат. Иске Үтәмеш) — село в Черемшанском районе Республики Татарстан, административный центр Староутямышского сельского поселения.

## Этимология
Топоним произошёл от татарского слова «иске» (старый) и гидронима на татарском языке «Үтәмеш» (Утямыш).

## География
Село находится на реке Утямыш, в 11 км к юго-востоку от села Черемшан.  

## История
Село основано в 1730–1740-х годах. 
До 1860-х годов жители относились к категории государственных крестьян. Занимались земледелием, разведением скота. 
В «Списке населенных мест по сведениям 1859 года», изданном в 1864 году, населённый пункт упомянут как казённая деревня Старая Утямышева 2-го стана Бугульминского уезда Самарской губернии. Располагалась при реке Утямышке, на Симбирском просёлочном тракте в Бугульму, в 75 верстах от уездного города Бугульмы и в 12 верстах от становой квартиры в казённом селе Черемшане. В деревне в 119 дворах жили 785 человек (400 мужчин и 385 женщин). Была мечеть.
В начале XX века в селе функционировали 2 мечети (были построены в 1876–1877 и 1903 годах), 2 мектеба, 2 водяные мельницы. В этот период земельный надел сельской общины составлял 3743 десятины. 
До 1920 года село входило в Мордовско-Кармальскую волость Бугульминского уезда Самарской губернии. С 1920 года в составе Бугульминского кантона ТАССР. С 10 августа 1930 года в Первомайском, с 1 февраля 1963 года в Лениногорском, с 12 января 1965 года в Черемшанском районах.

## Население
| 1859 | 1889 | 1910 | 1920 | 1926 | 1949 | 1958 | 1970 | 1979 | 1989 | 2002 | 2008 | 2010 |
| ---- | ---- | ---- | ---- | ---- | ---- | ---- | ---- | ---- | ---- | ---- | ---- | ---- |
| 785  | 1372 | 1902 | 1860 | 1181 | 1196 | 995  | 1015 | 716  | 520  | 469  | 440  | 443  |

Национальный состав села: татары.

## Экономика
Жители занимаются полеводством, мясо-молочным скотоводством.

## Инфраструктура
Средняя школа, дом культуры, библиотека. Через село проходит автомобильная дорога регионального значения «Лениногорск — Черемшан».

## Религия
Мечеть.
Здание Первой соборной мечети (памятник архитектуры второй половины XIX века).